# Capitatio-Iugatio
Mit capitatio-iugatio wird das unter Kaiser Diokletian eingeführte spätrömische (und in der Forschung häufig diskutierte) Steuersystem bezeichnet. 
Die Steuerreform erfolgte vielleicht schon 287 und hatte zum Ziel, ein reichsweit einheitliches System zu schaffen und die Berechnung der Steuern auf eine sicherere Grundlage zu stellen: Die Grundsteuer, die annona, wurde nun aufgrund der jeweils verfügbaren Arbeitskräfte nebst Viehbestand (capita) sowie nach der bearbeiteten Anbaufläche (iugera) von Steuerschätzern (censitores) berechnet. Dabei wurde in diesem relativ komplizierten System die Veranlagung nach den Kategorien Personen sowie Tiere (caput) und Grundstücken (iugum) miteinander kombiniert (wovon vor allem die bäuerliche Bevölkerung betroffen war) und auch Italien einer direkten Besteuerung unterworfen, was vorher nicht der Fall gewesen war. Im Idealfall sollte die Steuerschätzung der individuellen Leistungsfähigkeit der jeweils Betroffenen Rechnung tragen und erlaubte auch regionale Differenzierungen, was freilich in der Praxis nicht immer geschah. Dennoch sind manche diesbezügliche Klagen in den Quellen (z. B. schon bei Lactantius) nicht als zwingender Beleg für eine drückende Steuerbelastung zu sehen, sondern eher als subjektive Äußerung. Die Festlegung des zu zahlenden Betrages erfolgte zunächst alle fünf, seit 312 dann alle 15 Jahre (vgl. Indiktion) und fiel in den Aufgabenbereich des Prätorianerpräfekten. Insgesamt ermöglichte das neue Steuersystem stetiger fließende Einnahmen, vor allem für den Ostteil des Reiches.
Mitunter wird angenommen, dieses System sei im 6. Jahrhundert das Vorbild für eine in vielen Punkten ähnliche Steuerreform im Sassanidenreich gewesen.